# Петер-Йоганн-Крістоф фон дер Пален
Пе́тер фон дер Па́лен (нім. Peter von der Pahlen; 31 серпня 1777 — 20 квітня 1864) — російський державний діяч, офіцер, граф, дипломат. Генерал кавалерії. Представник шляхетного німецького роду Паленів. Народився в Кауцемюнде, Курляндія. Син Петера-Людвіга фон дер Палена і Юліани фон Шеппінг, брат Фрідріха фон дер Палена.
Брав участь у війнах проти Наполеона (1805—1815), Османської імперії (1828—1829), польських повстанців (1831). Член Державної і Військової ради (1834). Російський посол у Франції (1835—1851). Генерал-інспектор кавалерії (1845). Голова Комітету поранених (1853). Помер у Санкт-Петеребурзі, Росія.

## Імена
- Пе́тер-Йоганн-Крістоф фон дер Па́лен (нім. Peter Johann Christoph von der Pahlen) — повне ім'я.
- Пе́тер фон дер Па́лен (нім. Peter von der Pahlen) — коротке ім'я[1].
- Петро Петро́вич Па́лен (рос. Пётр Петрович Пален) — російське ім'я.

## Біографія

### Молоді роки
Петер фон дер Пален народився 31 серпня (11 вересня) 1777 року в Кацумінде, Курляндія, в родині курляндського барона Петера фон дер Палена і Юліани фон Шеппінг.
У віці 12 років Пален розпочав службу у російській армії.
- 25 березня 1790: призначений  вахмістром Кінного полку лейб-гвардії.
- 1 січня 1792: призначений капітаном, відправлений до Оренбурзького драгунського полку.
- 18 серпня 1793: обер-провіантмейстера у ранзі прем'єр-майора, зачислений до провіантського відомства.
- 28 червня 1794: переведений до Московського карабінерного полку.
- 26 квітня 1796: переведений до Нижегородського драгунського полку; взяв участь в облозі Дербента.
- 19 листопада 1797: переведений до Кірасирського полку лейб-гвардії.
- 28 вересня 1798: призначений підполковником гвардії; переведений до Кінного полку лейб-гвардії.
- 10 жовтня 1798: призначений полковником.
- 22 лютого 1799: отримав титул графа вслід за батьком.
- 14 серпня 1800: звільнився зі служби.
- 9 вересня 1800: відновився на службі; призначений ад'ютантом батька, що командував військами під Брест-Литовському.
- 18 вересня 1800: призначений генерал-майором і шефом Каргопольського драгунського полку.
- 20 березня 1801: призначений шефом Сумського гусарського полку.
- 2 листопада 1804: вийшов у відпустку.
- 2 березня 1805: звільнений закордон для лікування хвороби
- 1805: повернувся на службу.

### Наполеонівські війни
- 4 листопада 1805: виступив із полком у похід проти Наполеона (війна 3-ї коаліції), але участі у бойових діях не брав.
- 17 жовтня 1806: виступив у новий похід проти Наполеона (війна 4-ї коаліції); командував авангардом російської кінноти.
  - 13 грудня 1806: відбив французьку атаку в бою при Лопачині.
  - 14 грудня 1806: битий французами у битві при Пултуську.
  - 15 грудня 1806: битий французами у бою при Макуві.
  - 13 січня 1807: битий французами у битві при Морунгені.
  - 19 січня 1807: нагороджений Орденом святого Геогрія 4-го ступеня за мужність і хоробрість в боях при Лопачині й Голоміні.
  - 26 січня 1807: битий французами у бою під час відступу від Ландсберга.
  - 27 січня 1807: битий французами у битві при Ейлау.
  - 20—22 лютого 1807: битий французами у бою при Лаунау.
  - 8 квітня 1806: нагороджений Орденом святого Геогрія 3-го ступеня за мужність і хоробрість в битві при Ейлау.
  - 24—26 травня 1807: переміг французів у битві при Гуттштадті.
  - 27 травня 1807: прикривав відступ росіян за річку Алле.
  - 10 червня 1807: переміг французів у битві під Гейльсбергом.
  - 2—14 червня 1807: битий французами у вирішальній битві під Фрідландом.
- 20 березня 1810: призначений командиром 3-ї кавалерійської дивізії.
- 1812: призначений командиром 3-го резервного кавалерійського корпусу; брав участь у російсько-французькій війні.
  - 19 червня 1812: битий французами у бою при Козянах.
  - 15 липня 1812: успішно прикривав відхід армії Барклая-де-Толлі, утримуючи французів біля Вітебська.
  - 16 липня 1812: битий французами у бою при Агапоновшині.
  - 23 липня 1812: битий французами у бою при Поріччі.
  - 31 липня 1812: битий французами у бою при Рудні.
  - 10 серпня 1812: призначений генерал-лейтенантом за бої під Вітебськом.
  - серпень 1812: полишив армію через хворобу.
- 1 січня 1813: призначений командувачем летючого корпусу в авангарді російської армії; взяв участь у поході на Францію.
  - 19 січня 1813: зайняв Ружани.
  - 20 січня 1813: зайняв Пултуськ.
  - 27 січня 1813: брав участь в окупації Варшави.
  - лютий—березень 1813: керував ліквідацією укріплень Праги, перебував у облозі Модліна.
  - 9 травня 1813: битий французами у битві при Бауцені.
  - 10 травня 1813: битий французами у бою при Рейнбасі.
  - 11 травня 1813: прикривав відхід росіян від Герліца до Лаубана.
  - 12 травня 1813: битий французами у бою при Лаубані.
  - 1 травня 1813: битий французами у бою при Левенберзі, де отримав поранення в голову.
  - серпень 1813: командував авангардом колони графа Вітгенштейна у складі Сілезької армії.
  - 6 серпня 1813: розбив французів у бою при Гіршберзі.
  - 13 серпня 1813: розбив французів у бою при Лейбніці.
  - 27 серпня 1813: розбив французів у бою при Доні.
  - 2 вересня 1813: розбив французів у бою при Ноллендорфі.
  - 3 вересня 1813: розбив французів у бою при Геллендорфі.
  - 27 вересня 1813: розбив французів у бою при Гесніці, зайняв Альтенбург.
  - 28 вересня 1813: розбив французів у бою при Борні.
  - 2 вересня 1813: бився з французькою кавалерією під Лейпцигом.
  - 4—7 жовтня 1813: брав участь у битві під Лейпцигом; контужений у голову і плече.
  - 11 жовтня 1813: розбив французів у бою при Буттельштедті; переслідував противника до Рейну.
  - 22 грудня 1813: перейшов Рейн.
  - 26 грудня 1813: зайняв Саверн.
  - 28 грудня: блокував фортецю Фальсбур.

## Нагороди
Російські ордени
- Орден святої Анни (6 серпня 1798 — ІІІ ступінь; 1 грудня 1807 — І ступінь; 27 вересня 1813 — діамантові знаки)
- Орден святого Іоанна Єрусалимського (1800)
- Орден святого Георгія (29 січня 1807 — IV ступінь; 8 липня 1807 — ІІІ ступінь; 20 березня 1808 — золота зброя; 19 березня 1814 — ІІ ступінь)
- Орден святого Олександра Невського (8 жовтня 1813; 26 березня 1814 — діамантові знаки)
- Орден святого Володимира (29 вересня 1814 — ІІ ступінь; 9 червня 1829 — І ступінь)
- Орден Білого орла (3 березня 1831)
- Орден святого Андрія Первозванного (21 вересня 1831; 20 квітня 1845 — діамантові знаки; 5 серпня 1855 — мечі)

Іноземні ордени
- Орден Червоного орла, І ступінь (Пруссія, 1807)
- Орден Марії Терезії, ІІІ ступінь (Австрія, 1813)
- Орден Чорного орла (Пруссія, 20 червня 1840)

Російські відзнаки
- медаль «На пам'ять про Вітчизняну війну 1812 року» (1814)
- медаль «За взяття Парижа» (19 березня 1826)
- медаль «За турецьку війну» (1 жовтня 1829)
- медаль «За взяття штурмом Варшави» (1832)
- відзнака за військову доблесть, І ступінь (1832)
- відзнака за бездоганну службу (22 серпня 1837 — за 35 років; 1842 — за 40 років; 1844 — за 45 років; 1850 — 50 років; 1856 — за 55 років)
- портрет імператора з діамантами в петлиці (17 травня 1855)